# Anthiinae
Anthiinae är en underfamilj i familjen havsabborrfiskar. Alla Anthiinae föds som honor.  

## Släkten
- Anatolanthias
- Anthias
- Caesioperca
- Caprodon
- Dactylanthias
- Giganthias
- Hemanthias
- Holanthias
- Hypoplectrodes
- Lepidoperca
- Luzonichthys
- Nemanthias
- Odontanthias
- Othos
- Planctanthias
- Plectranthias
- Pronotogrammus
- Pseudanthias
- Rabaulichthys
- Sacura
- Selenanthias
- Serranocirrhitus
- Tosana
- Tosanoides
- Trachypoma